# 22932 Orenbrecher
22932 Orenbrecher (1999 TU136) là một tiểu hành tinh vành đai chính được phát hiện ngày 6 tháng 10 năm 1999 bởi nhóm nghiên cứu tiểu hành tinh gần Trái Đất phòng thí nghiệm Lincoln ở Socorro.